# 리치몬트
리치몬트(프랑스어: Richemont 리슈몽[*])는 스위스에 본사를 둔 기업 집단이다. 보석, 시계, 필기구, 옷 등 20개 부문의 패션 브랜드를 운영한다.

## 보유 브랜드
- IWC
- 까르띠에 (Cartier)
- 끌로에 (Chloé )
- 몽블랑 (Mon Blanc)
- 바쉐론 콘스탄틴 (Vacheron Constantin )
- 피아제 (Piaget )
- 반클리프 & 아펠